# Serie A Élite 2010-2011
La Serie A Élite 2010-2011 è stata 42ª edizione del massimo campionato nazionale italiano di pallamano maschile. Esso è organizzato direttamente, come di consueto, dalla Federazione Italiana Giuoco Handball.

La stagione regolare è iniziata il 2 ottobre 2010 con la prima giornata di andata ed è terminata il 26 marzo 2011.

Originariamente composto da 12 squadre, a seguito delle rinunce della Pallamano Trieste, dell'ASD Albatro Siracusa e del Handball Casarano, i club partecipanti sono rimasti solo nove.

Per il secondo anno consecutivo il Conversano vince il titolo di campione d'Italia, il quinto della sua storia.

## Formula

### Stagione regolare
Per la stagione 2010/2011 il campionato si svolge tra 9 squadre che si affrontano in una fase iniziale a girone unico, con partite di andata e ritorno.

Per ogni incontro i punti assegnati in classifica sono così determinati:
- Tre punti per la squadra che vinca l'incontro;
- Zero punti per la squadra che perda l'incontro.

Al termine della stagione regolare si qualificano per i play off scudetto le squadre classificate dal 1º all'8º posto; la squadra classificata al 9º posto retrocede in serie A1.

### Play off scudetto
Le squadre classificate dal 1º all'8º posto in classifica al termine della fase regolare partecipano ai play off scudetto, che si disputano con la formula ad eliminazione diretta dei quarti di finale, semifinali e finale 1º-2º posto, con partite di andata e ritorno.

La squadra 1ª classificata al termine dei play off è proclamata campione d'Italia.

## Squadre partecipanti
|                |                  |                  |                      |          |                    |
| Team           | Città            | Sponsor          | Impianto             | Capienza | Piaz. Stag. Prec.  |
| Bologna United | Bologna          | Carisbo          | PalaSavena           | 2700     | 3ª Serie A Elite   |
| Bozen          | Bolzano          | Loacker          | PalaGasteiner        | 500      | 1ª Serie A1        |
| Brixen         | Bressanone (Bz)  | Forst            | Palasport Bressanone | 2000     | 4ª Serie A1        |
| Conversano     | Conversano (Ba)  |                  | Pala San Giacomo     | 3500     | Campione 2009-2010 |
| Junior Fasano  | Fasano (Br)      |                  | Palestra "F.Zizzi"   | 500      | 4ª Serie A Elite   |
| Mezzocorona    | Mezzocorona (Tn) | Metallsider      | Palestra Mezzocorona | 500      | 5ª Serie A1        |
| Noci           | Noci (Ba)        | Intini           | PalaIntini           | 500      | 6ª Serie A1        |
| Secchia        | Rubiera          | Gammadue         | PalaBursi            | 1000     | 6ª Serie A Elite   |
| Teramo         | Teramo           | TeknoElettronica | Pala San Nicolò      | 1500     | 5ª Serie A Elite   |

## Stagione regolare

### Risultati
| andata | 1ª giornata              | ritorno |
| ------ | ------------------------ | ------- |
| 28-34  | Bologna - Noci           | 27-28   |
| 21-22  | Mezzacorona - Bressanone | 19-21   |
| 23-30  | Secchia - Fasano         | 22-31   |
| 26-23  | Bolzano - Teramo         | 31-26   |

| andata | 4ª giornata          | ritorno |
| ------ | -------------------- | ------- |
| 23-34  | Bressanone - Bologna | 28-35   |
| 32-26  | Noci - Mezzocorona   | 21-30   |
| 26-28  | Fasano - Teramo      | 31-18   |
| 35-22  | Conversano - Secchia | 29-21   |

| andata | 7ª giornata           | ritorno |
| ------ | --------------------- | ------- |
| 33-21  | Bolzano - Secchia     | 26-23   |
| 31-42  | Teramo - Conversano   | 28-38   |
| 25-23  | Bressanone - Noci     | 19-27   |
| 44-29  | Bologna - Mezzocorona | 38-31   |

| andata | 2ª giornata          | ritorno   |
| ------ | -------------------- | --------- |
| 30-27  | Bressanone - Secchia | 20-23     |
| 22-30  | Noci - Conversano    | 31-30 dtr |
| 30-34  | Teramo - Bologna     | 34-35 dtr |
| 28-25  | Fasano - Bolzano     | 26-20     |

| andata | 5ª giornata           | ritorno |
| ------ | --------------------- | ------- |
| 33-25  | Secchia - Mezzocorona | 21-30   |
| 22-23  | Bolzano - Conversano  | 28-29   |
| 29-24  | Teramo - Bressanone   | 28-26   |
| 32-28  | Fasano - Noci         | 27-22   |

| andata | 8ª giornata          | ritorno |
| ------ | -------------------- | ------- |
| 26-28  | Secchia - Bologna    | 25-29   |
| 30-29  | Bolzano - Noci       | 21-29   |
| 29-30  | Mezzocorona - Teramo | 33-30   |
| 31-24  | Conversano - Fasano  | 26-23   |

| andata | 3ª giornata              | ritorno |
| ------ | ------------------------ | ------- |
| 28-40  | Mezzocorona - Conversano | 29-36   |
| 27-24  | Bologna - Fasano         | 26-28   |
| 26-29  | Teramo - Noci            | 29-35   |
| 27-22  | Bolzano - Bressanone     | 26-23   |

| andata    | 6ª giornata           | ritorno   |
| --------- | --------------------- | --------- |
| 32-27     | Conversano - Bologna  | 21-24     |
| 22-29     | Mezzocorona - Bolzano | 32-33 dtr |
| 31-29 dtr | Bressanone - Fasano   | 18-23     |
| 33-23     | Noci - Secchia        | 27-22     |

| andata | 9ª giornata             | ritorno   |
| ------ | ----------------------- | --------- |
| 36-30  | Bologna - Bolzano       | 24-23     |
| 33-21  | Fasano - Mezzocorona    | 33-32 dtr |
| 24-33  | Bressanone - Conversano | 24-32     |
| 32-29  | Teramo - Secchia        | 29-32     |

### Classifica
|  | Pos. | Squadra        | Pt | G  | V  | N | P  | GF  | GS  | DR  |
|  | ---- | -------------- | -- | -- | -- | - | -- | --- | --- | --- |
|  | 1.   | Conversano     | 42 | 16 | 14 | 0 | 2  | 507 | 408 | +99 |
|  | 2.   | Bologna United | 36 | 16 | 12 | 0 | 4  | 496 | 446 | +50 |
|  | 3.   | Junior Fasano  | 33 | 16 | 11 | 0 | 5  | 448 | 398 | +50 |
|  | 4.   | Noci           | 30 | 16 | 10 | 0 | 6  | 450 | 425 | +25 |
|  | 5.   | Bozen          | 27 | 16 | 9  | 0 | 7  | 430 | 416 | +14 |
|  | 6.   | Teramo         | 15 | 16 | 5  | 0 | 11 | 451 | 500 | -49 |
|  | 7.   | Brixen         | 15 | 16 | 5  | 0 | 11 | 380 | 436 | -56 |
|  | 8.   | Mezzocorona    | 9  | 16 | 3  | 0 | 13 | 437 | 496 | 59  |
|  | 9.   | Secchia        | 9  | 16 | 3  | 0 | 13 | 393 | 467 | -74 |

Legenda:

      Qualificate ai Play off scudetto
      Retrocesse in Serie A1 2011-2012

## Play off scudetto

### Tabellone
|  | Quarti di finale | Quarti di finale | Quarti di finale | Quarti di finale | Quarti di finale |  |  | Semifinali | Semifinali     | Semifinali     | Semifinali     | Semifinali     |    |    | Finale | Finale     | Finale     | Finale | Finale |  |
|  |                  |                  |                  |                  |                  |  |  |            |                |                |                |                |    |    |        |            |            |        |        |  |
|  | 1                | Conversano       | Conversano       | 39               | 40               |  |  |            |                |                |                |                |    |    |        |            |            |        |        |  |
|  | 8                | Mezzocorona      | Mezzocorona      | 25               | 27               |  |  | 1          | Conversano     | Conversano     | 25             | 28             |    |    |        |            |            |        |        |  |
|  | 4                | Noci             | Noci             | 24               | 24               |  |  | 5          | Bozen          | Bozen          | 24             | 25             |    |    |        |            |            |        |        |  |
|  | 5                | Bozen            | Bozen            | 31               | 28               |  |  |            |                |                |                |                |    |    | 1      | Conversano | Conversano | 31     | 34     |  |
|  | 2                | Bologna United   | Bologna United   | 26               | 26               |  |  |            |                | 2              | Bologna United | Bologna United | 26 | 33 |        |            |            |        |        |  |
|  | 7                | Brixen           | Brixen           | 26               | 16               |  |  | 2          | Bologna United | Bologna United | 25             | 39             |    |    |        |            |            |        |        |  |
|  | 3                | Junior Fasano    | Junior Fasano    | 26               | 31               |  |  | 3          | Junior Fasano  | Junior Fasano  | 28             | 22             |    |    |        |            |            |        |        |  |
|  | 6                | Teramo           | Teramo           | 25               | 23               |  |  |            |                |                |                |                |    |    |        |            |            |        |        |  |

### Risultati

#### Quarti di finale
| Squadra 1      | Squadra 2   | Andata                     | Ritorno                    | Totale  |
| -------------- | ----------- | -------------------------- | -------------------------- | ------- |
| Conversano     | Mezzocorona | Mezzocorona, 9 aprile 2011 | Conversano, 16 aprile 2011 | 79 - 52 |
| Conversano     | Mezzocorona | 39 - 25                    | 40 - 27                    | 79 - 52 |
| Noci           | Bozen       | Bolzano, 9 aprile 2011     | Noci, 19 aprile 2011       | 48 - 59 |
| Noci           | Bozen       | 24 - 31                    | 24 - 28                    | 48 - 59 |
| Bologna United | Brixen      | Bressanone, 12 aprile 2011 | Bologna, 16 aprile 2011    | 52 - 42 |
| Bologna United | Brixen      | 26 - 26                    | 26 - 16                    | 52 - 42 |
| Junior Fasano  | Teramo      | Teramo, 9 aprile 2011      | Fasano, 16 aprile 2011     | 57 - 48 |
| Junior Fasano  | Teramo      | 26 - 25                    | 31 - 23                    | 57 - 48 |

#### Semifinali
| Squadra 1      | Squadra 2     | Andata                  | Ritorno                   | Totale  |
| -------------- | ------------- | ----------------------- | ------------------------- | ------- |
| Conversano     | Bozen         | Bolzano, 23 aprile 2011 | Conversano, 3 maggio 2011 | 53 - 49 |
| Conversano     | Bozen         | 25 - 24                 | 28 - 25                   | 53 - 49 |
| Bologna United | Junior Fasano | Fasano, 26 aprile 2011  | Bologna, 19 aprile 2011   | 64 - 50 |
| Bologna United | Junior Fasano | 25 - 28                 | 39 - 22                   | 64 - 50 |

#### Finali
| Squadra 1  | Squadra 2      | Andata                 | Ritorno                    | Totale  |
| ---------- | -------------- | ---------------------- | -------------------------- | ------- |
| Conversano | Bologna United | Bologna, 7 maggio 2011 | Conversano, 14 maggio 2011 | 65 - 59 |
| Conversano | Bologna United | 31 - 26                | 34 - 33                    | 65 - 59 |

## Verdetti
- Conversano[1]: Campione d'Italia 2010-2011, vincitore della Coppa Italia 2010-2011 e qualificato alla EHF Champions League 2011-2012.
- Noci[2]: qualificata alla Coppa delle Coppe 2011-2012.
- Bologna United[3]: qualificato alla EHF Cup 2011-2012.
- Junior Fasano[4] e  Bozen: qualificate alla Challange Cup 2011-2012.
- Secchia: retrocessa in Serie A1 2011-2012.

## Classifica marcatori
| Giocatore          | Squadra        | Reti |
| ------------------ | -------------- | ---- |
| Demis Radovčić     | Conversano     | 161  |
| Filiberto Kokuca   | Junior Fasano  | 145  |
| Francesco Volpi    | Bologna United | 138  |
| Pasquale Maione    | Conversano     | 121  |
| Petras Raupenas    | Teramo         | 113  |
| Andrea Capuccini   | Mezzocorona    | 101  |
| Filip Jojić        | Secchia        | 98   |
| Leonardo Querín    | Bozen          | 97   |
| Martín Doldan      | Bologna United | 95   |
| Mario Šporčić      | Bozen          | 95   |
| Francesco Rubino   | Junior Fasano  | 93   |
| Ivan Telepnev      | Mezzocorona    | 90   |
| Željko Beharević   | Noci           | 86   |
| Riccardo Pivetta   | Bologna United | 84   |
| Uelington da Silva | Noci           | 83   |
| Alejó Carrara      | Noci           | 82   |
| Filip Sčepanović   | Brixen         | 80   |
| Aleksandar Radukić | Brixen         | 80   |
| Michael Gufler     | Bozen          | 79   |
| Giancarlo Costanzo | Junior Fasano  | 78   |